# Amazon Freevee
Freeveeは、Amazonが所有する広告モデルによるビデオストリーミングサービスである。2019年1月に『IMDb Freedive』として開始された。現在は米国と英国でのみサービス提供されている。

## 沿革
2019年1月にAmazonが所有するオンラインデータベースIMDbによって、『IMDb Freedive』という名称の広告モデル無料ビデオチャンネルとして開始された。無料のビデオ・オン・デマンド（VOD）サービスは、AmazonとIMDbのWebサイト、およびすべてのAmazon Fire端末で利用できた。
2019年6月17日、IMDb Freediveはブランド名を『IMDb TV』に変更することを発表、コンテンツを3倍に増やすとした。ワーナー・ブラザース、ソニー・ピクチャーズ エンタテインメント、MGMスタジオと契約して新しいコンテンツを提供した。
このブランド変更はAmazonの広告サポートビデオ戦略をさらに強化するもので、AT&T、プロクター・アンド・ギャンブル（P&G）、ベライゾン、ペプシコなどのブランドが、IMDb TVの映画や番組内で15秒や30秒の広告スポットを展開することになった。
Amazonは、2020年2月20日にIMDb TVのコンテンツチームをAmazonスタジオ内に移し、新たなIMDb TVの共同責任者の下でオリジナル番組を開発することを目指すと発表した。
2021年9月、Amazonは英国でサービスを展開すると発表したが、Amazonプライムの会員・非会員を問わず、Amazon Prime Videoアプリで可能とした。なお、英国版のサービスは、Prime Videoとは異なり、イギリス制作のオリジナル作品は含まれない（Prime Videoではイギリス制作のオリジナル作品を独占的に配信している）。
2022年4月13日、IMDb TVがAmazon Freeveeへのブランド変更されると発表した。

## コンテンツ

### オリジナル番組
2008年の犯罪ドラマシリーズ『レバレッジ 〜詐欺師たちの流儀』のリブート版をIMDb TVが受注し、ストリーミングサービスにおける初の大型オリジナルシリーズとなった。
2019年10月3日、IMDb TVはカナダのアニメシリーズ「Corner Gas Animated」をオリジナルシリーズとしてライセンスし、ストリーミングプラットフォームで展開していた実写コメディシリーズ「Corner Gas」と長編映画「Corner Gas: The Movie」を加えることを発表した。
IMDb TVは、Eleventh Hour FilmsとSony Pictures Televisionのヤングアダルト向けスパイシリーズ「アレックス・ライダー」の権利を取得し、2020年11月13日にストリーミングプラットフォームで初放送した。
2020年10月29日、AmazonはAmazon Studiosが『Judge Judy』の後継番組『Judy Justice』を同サービス向けに制作すると発表した。CBSの長寿番組『Judge Judy』の終了に伴い、『Judy Justice』の制作は2021年7月23日に開始された。Judy Justiceは、2021年11月1日にIMDb TVで初放送された。番組への賭けが著しく高いため、Amazonは第1シーズンだけで120エピソードを発注し、ストリーミング・シリーズとしては最大の初期発注パッケージとなった。Amazonはジュディ・シェインドリンに交渉し、Judge Judyから彼女の軍団の視聴者とファンをJudy Justiceのためにストリーミング・サービスに呼び寄せた。
2021年2月22日、ノーマン・リアがIMDb TVで30分コメディー『クリーン・スレート』と1時間ドラマ『ロテリア』の2つのプロジェクトを立ち上げたことが発表された。

### サードパーティのコンテンツ
IMDb TVは、2019年12月6日にNBCの番組「シカゴ・ファイア」のストリーミングを開始すると発表し、この契約はストリーミング・サービスにとってこれまでで最大の単独ライセンス契約となった。さらにIMDb TVは、ユニバーサル・テレビの「フライデー・ナイト・ライツ」の全5シーズンのストリーミングを2019年12月31日から開始することも発表した。
2020年2月、IMDb TVは、ディズニーのダイレクト・トゥ・コンシューマー＆インターナショナル部門が管理する20以上の脚本テレビタイトルの権利を取得した。
IMDB TVは、2020年6月と7月に複数のスタートレック作品のストリーミング配信を開始した。
2020年7月15日より、IMDb TVはライオンズゲートとのライセンス契約を完了し、AMCシリーズ「マッドメン」全92話のストリーミング配信を開始した。
2021年11月3日、IMDb TV UKはフィルムライズ、MovieSphere、MagellanTV、SPIのDocustreamからのライセンスストリーミングチャンネルと、番組『Deadly Women』、『Are We There Yet?』、『Bridezillas』、『Unsolved Mysteries』、『This Old House』、『怪しい伝説』、『ヘルズ・キッチン〜地獄の厨房』に基づく番組テーマチャンネルを開始した。